# Trichius fasciatus
Trichius fasciatus là một loài bọ cánh cứng trong họ Scarabaeidae, phân họ Cetoniinae.
Loài này có mặt ở hầu hết châu Âu và phía đông miền Cổ bắc. Chúng dài khoảng 10 mm và có thể gặp từ tháng 5 đến tháng 7, thức ăn của chúng là cánh của một số loài hoa (Thymus, Rosa,...).

## Phân loài
- Trichius fasciatus var. dubius Mulsant
- Trichius fasciatus var. interruptus Mulsant

## Hình ảnh

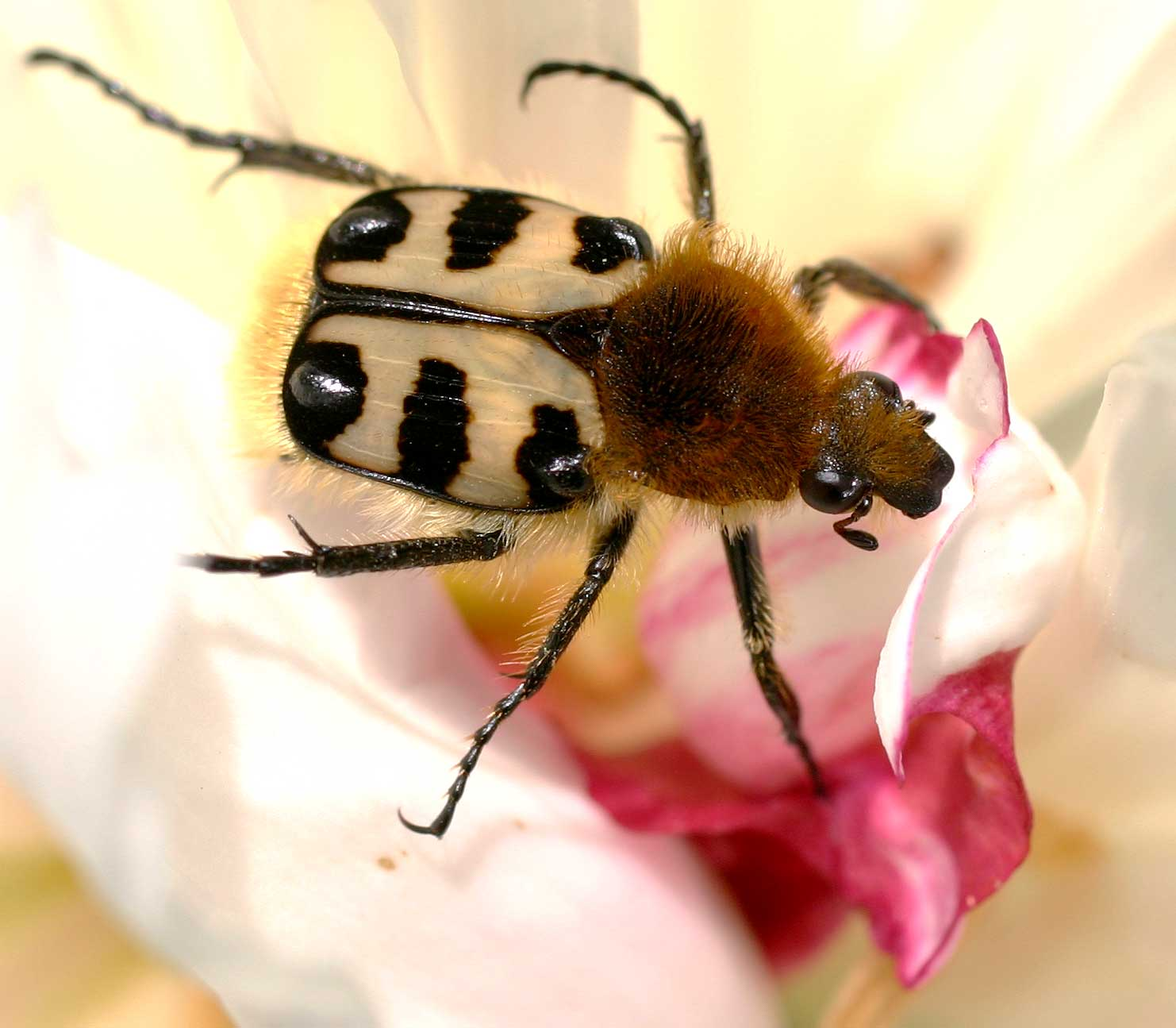
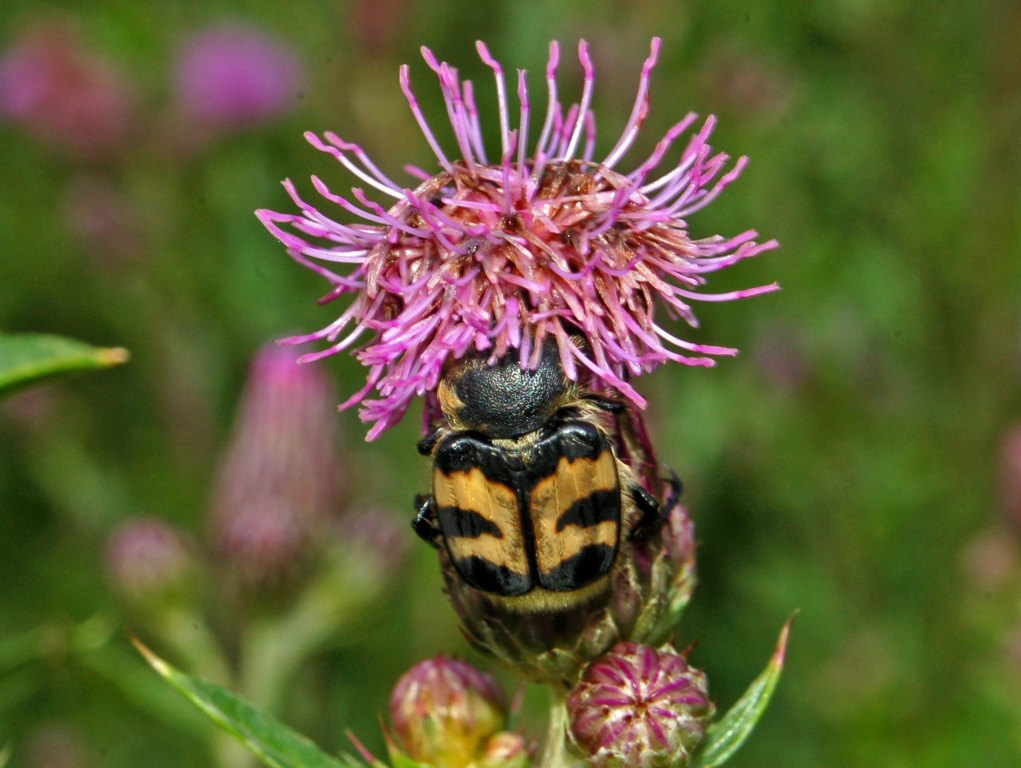
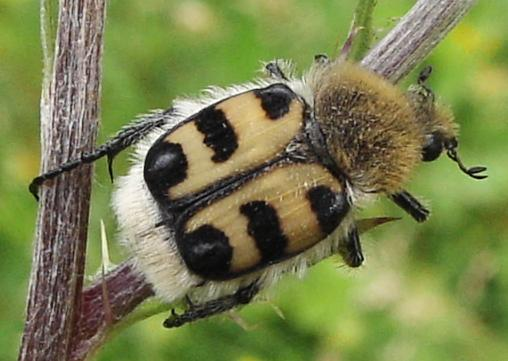
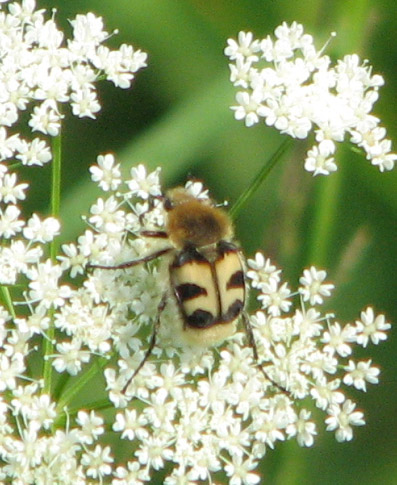